# Pilote
Pilote è stato un periodico francese a fumetti, fondato il 29 ottobre del 1959 e cessato nel novembre del 1989. Vi esordirono alcuni dei principali personaggi del fumetto francese come Asterix (1959) o Lucky Luke (1967). Vi hanno collaborato, oltre a René Goscinny, Albert Uderzo e Morris anche Charlier, Giraud, Fred, Tabary, Gotlib, Bretecher, Christin, Edika, Mezieres, Mandryka, Druillet, Tardi, F’murr, Christin, Bilal, Lauzier.
In Italia sono state pubblicate due serie tradotte della rivista, sotto la testata modificata in Pilot.

## Storia editoriale

### Il numero zero
Il numero zero di Pilote esce in Francia il 29 ottobre 1959 con lo scopo di realizzare il principale giornale francese dedicato ai giovani. Nell'articolo di presentazione intitolato Ecco Pilote (Voici Pilote) firmato dal direttore Francois Clauteaux, si dichiara che la nuova rivista "è, per la prima volta al mondo, un vero Grande Giornale per i giovani".

### Lanascitadi Asterix
La collaborazione tra Goscinny e Uderzo lavora per realizzare il fumetto Roman de Renart, ma venuti a conoscenza che anche il fumettista concorrente Jean Trubert sta progettando un soggetto simile, sono costretti a cercare un'alternativa. Scandagliando la storia della Francia, cercano un periodo in cui ambientare il nuovo soggetto, e lo trovano in quello della conquista della Gallia da parte dei romani comandati da Giulio Cesare. Il primo episodio della serie Asterix vede la luce con il numero uno di Pilote il 29 ottobre 1959.

### Il successo
Nel corso degli anni sessanta Pilote viene acquistato dall'editore francese Dargaud, e soprattutto grazie alle serie di Asterix e Lucky Luke conosce un notevole successo di pubblico.

### La crisi
In seguito alla defezione di alcuni importanti autori e sceneggiatori, negli anni settanta le vendite di Pilote calano al punto che l'editore Dargaud è costretto a derubricarlo da settimanale a mensile.
Quando nel novembre 1977 René Goscinny muore, il n4.3 del mese di dicembre realizza una toccante copertina intitolata Arrivederci, René Goscinny, nella quale Asterix, Obelix e Idefix sembrano vagabondare mestamente voltando le spalle.

### La chiusura
Nel 1986 il mensile Pilote cambia la sua denominazione in Pilote et Charlie, per tornare alla sua denominazione originaria nel 1988. Ma la crisi delle vendite è tale che l'editore ne decide la chiusura con l'ultimo numero del novembre 1989.
Nel 2009 ha sorpresa esce un numero speciale per il cinquantenario della nascita, un monografico di 148 pagine intitolato “69 année érotique”.